# Affaire Jennifer Kesse

Jennifer Kesse.

 (septembre 2018).
Si vous disposez d'ouvrages ou d'articles de référence ou si vous connaissez des sites web de qualité traitant du thème abordé ici, merci de compléter l'article en donnant les références utiles à sa vérifiabilité et en les liant à la section « Notes et références ».
 (septembre 2018).
L'affaire Jennifer Kesse est une affaire criminelle américaine ayant commencé le 24 janvier 2006 lors de la disparition de Jennifer Kesse à Ocoee, en Floride. L'affaire est non résolue.

## Les faits
Jennifer Joyce Kesse est une jeune américaine née le 20 mai 1981. Diplômée en finance de l'université du centre de la Floride en 2003, elle travaillait depuis peu pour une société de financements. Elle était propriétaire d'un appartement dans une copropriété à Ocoee.
Le week-end avant sa disparition, Jennifer et son petit-ami étaient partis en vacances à Sainte-Croix. À leur retour, le matin du 23 janvier 2006, Jennifer décida de rentrer à Ocoee afin d'aller travailler. Elle fut aperçue pour la dernière fois quittant son travail aux environs de 18 h. Elle passa de nombreux appels à ses amis et à sa famille ce soir-là. Le dernier appel fut pour son petit-ami, aux alentours de 22 heures.
Jennifer Kesse avait l'habitude d'appeler son petit-ami tous les matins, en se rendant sur son lieu de travail, pour lui souhaiter une bonne journée et pour discuter quelques minutes. Le matin du 24 janvier 2006, son petit-ami ne reçut aucun appel de sa part.
Son patron remarqua son absence ce jour-là et décida d'appeler ses parents. Ils firent un trajet de deux heures pour aller voir ce qui était arrivé à leur fille. Sur place, sa voiture avait disparu. Son appartement était en parfait état et montrait des signes d'activité ce matin-là.